# Camille Raynaud
Pour les articles homonymes, voir Raynaud.
Camille Raynaud né le 9 janvier 1868 à Cordes-sur-Ciel (Tarn) et mort le 1er février 1947 à Venerque (Haute-Garonne) est un sculpteur français.
Il est connu pour son bas-relief de la Victoire du Monument aux combattants de la Haute-Garonne à Toulouse.

## Biographie
Léopold François Camille Raynaud naît le 9 janvier 1868 à Cordes-sur-Ciel du mariage de Jean Léopold Raynaud, cordonnier, et d'Uranie Gasquet.
Entre 1881 et 1889, Camille Raynaud est élève à l’École des beaux-arts de Toulouse où son travail est récompensé par plusieurs prix. Il poursuit sa formation à Paris dans l’atelier du sculpteur toulousain Alexandre Falguière, puis pendant quelque temps dans celui d'Auguste Rodin où il exécute notamment la pratique du marbre de Madame Fenaille (1898), de La Terre et la Lune (vers 1898-1899) et de La Pensée (vers 1900-1901). De retour à Toulouse dès 1903, il entre à l’école des beaux-arts de cette ville comme enseignant.

## Œuvre
Camille Raynaud a peu exposé dans les salons, il est surtout connu pour avoir exécuté un certain nombre de commandes publiques dont notamment des monuments aux morts, des bas-reliefs, des statues et des bustes.

### Monument à Ferdinand Laulanié
Le Monument à Ferdinand Laulanié est initialement érigé en 1911 dans la cour d’honneur de l’ancienne École nationale vétérinaire de Toulouse. Ce monument fut le résultat d’une souscription nationale auprès des vétérinaires. Des deux projets en concurrence, celui de Camille Raynaud fut retenu. Si le buste en bronze de Laulanié sur un piédestal fut unanimement loué, la statue en bronze de la Science, jugée d'un style « simpliste », voire « primitif », le fut beaucoup moins, ce qui conduisit Camille Raynaud à expliquer son message et cette représentation. Dans le discours prononcé en son nom lors de l’inauguration en 1911, Saturnin Arloing, autre grand enseignant vétérinaire de cette époque, en livrait une description  en ces termes : « Du haut de son socle, le maître explore du regard la Science soulevant à peine le voile qui la cache ; à droite et à gauche, des bancs demi-circulaires semblent prêts à recevoir des disciples avides d’entendre sa parole. Tel est bien le groupe qu’il aurait rêvé, car il rappelle les deux ambitions de sa vie : découvrir et enseigner. »
54 ans plus tard, lors du transfert de l’école du quartier Matabiau à Lardenne, chemin des Capelles, le monument fut déposé et ses éléments dispersés, dont certains, en pierre, furent perdus. Seul, le buste sur son piédestal fut maintenu à proximité du service de physiologie. En 2009, les éléments ont été regroupés et le monument reconstitué à l'identique à l'initiative et grâce au soutien de l'Association des anciens élèves de l'école.

Monument à Ferdinand Laulanié (1911)
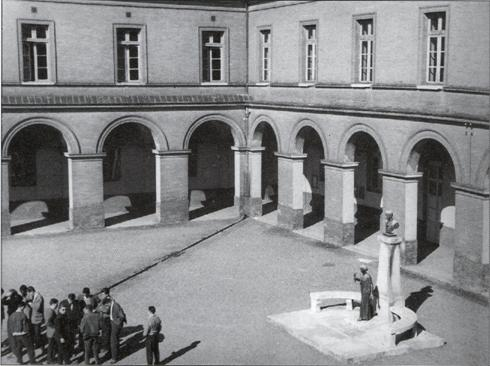
Vers 1950, dans la cour d’honneur de l'ancienne école vétérinaire de Toulouse, dans le quartier Matabiau.
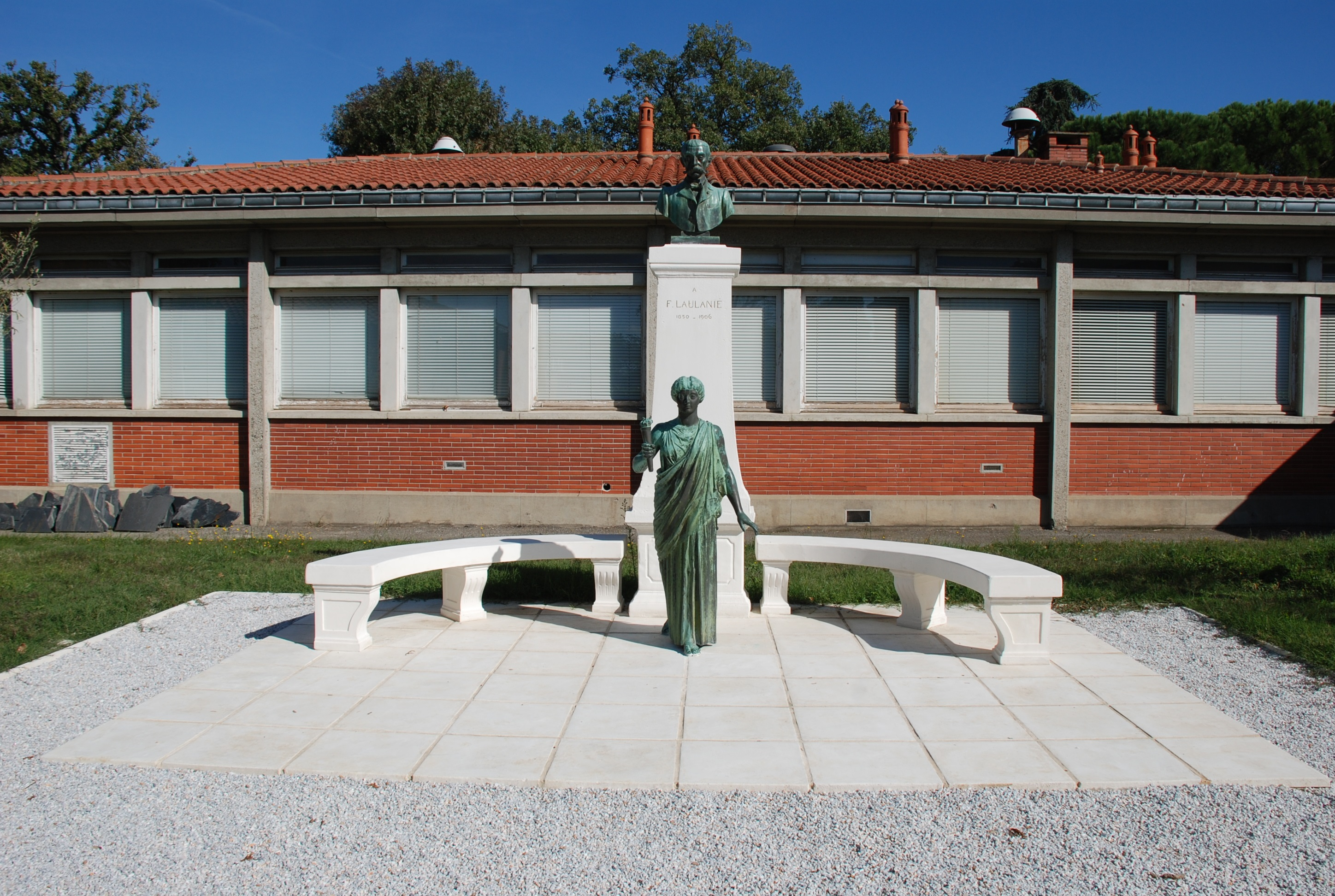
En 2009, après son transfert à l'École nationale vétérinaire de Toulouse, dans le quartier Lardenne.

### Monuments aux morts de la Première Guerre mondiale

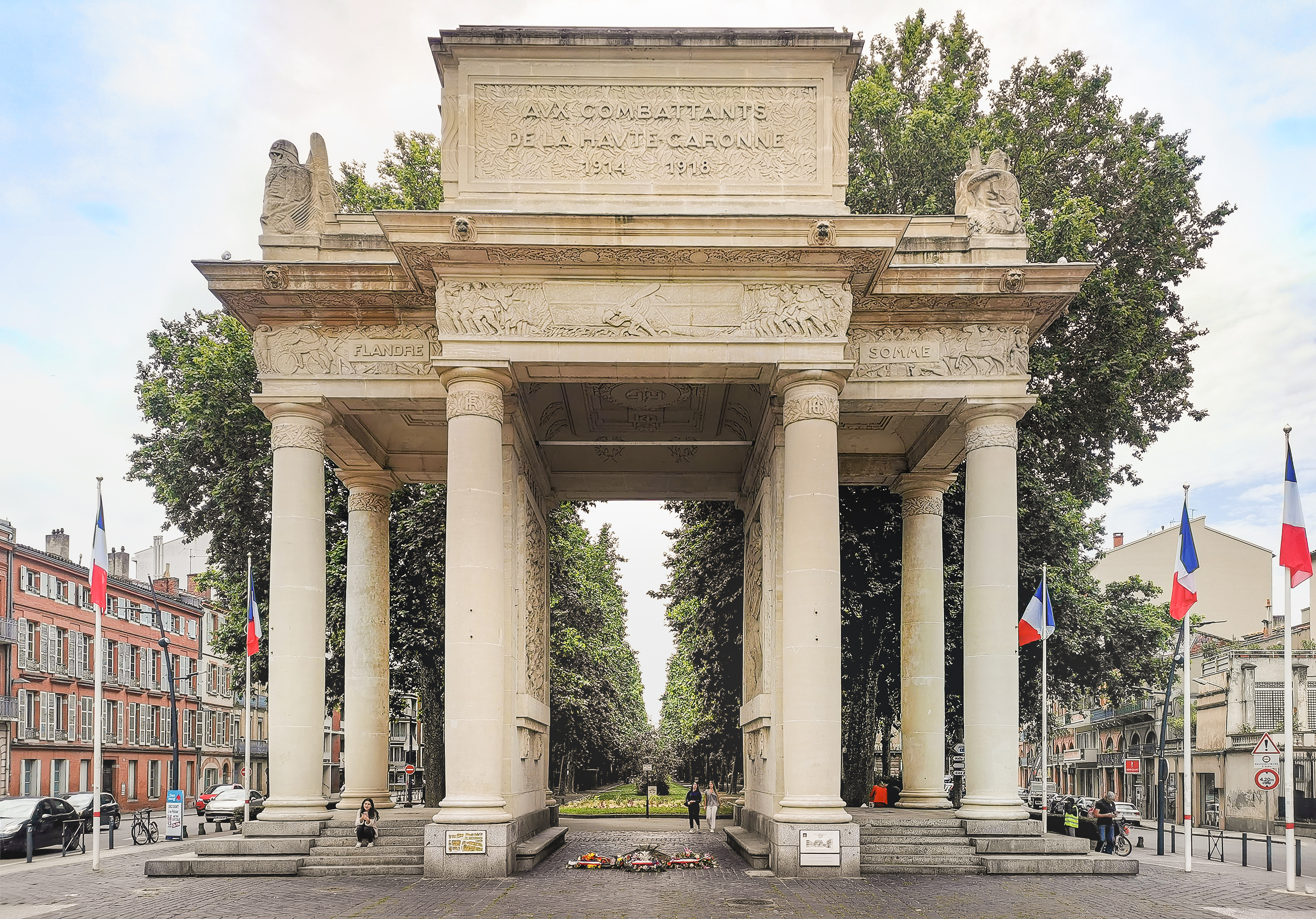
Vue d'ensemble du Monument aux combattants de la Haute-Garonne (1928) à Toulouse.

- Toulouse, allées François-Verdier : Monument aux combattants de la Haute-Garonne, 1928. La désignation « Aux combattants de la Haute-Garonne » est celle qui figure sur le relief central du monument, le plus souvent désigné, localement, comme Monument aux morts de la guerre 1914-1918. La construction est votée par le conseil général de la Haute-Garonne en août 1919 et l’attribution fut faite par un concours « ouvert à tous les architectes et sculpteurs français se rattachant par leur éducation à la région toulousaine ». Alors que la conception de l’ensemble revient à l’architecte Léon Jaussely, Camille Raynaud, André Abbal et Henri-Raphaël Moncassin sont retenus comme sculpteurs[5],[6]. Si le monument est aussi pensé comme un « hommage aux morts », il l'est surtout « à la gloire de tous les combattants morts ou vivants ». La glorification du patriotisme contenue dans ce monument devait en faire une exaltation de la victoire et non plus une commémoration des morts.

Camille Raynaud est surtout connu à Toulouse pour être l'auteur de deux bas-reliefs ornant ce monument, notamment celui de La Victoire, figurée par une femme à la physionomie lourde et fatiguée par les années de lutte : elle provoqua une controverse en son temps, critiquée par les associations d'anciens combattants mais défendue par Vincent Auriol, alors député de la Haute-Garonne, pour le choix d'une représentation politique de la victoire après le traité de Versailles, à savoir la victoire « telle qu'elle était et non pas telle qu'elle aurait dû être ». Les contraintes budgétaires mirent d'ailleurs un terme au débat et l'œuvre de Raynaud ne fut pas modifiée. Avec son second bas-relief, 1918, il compose une scène de liesse et de retrouvailles durant l'armistice dans un cadrage original resserré sur une foule mouvementée dont il ne montre que les têtes et les bras.

Bas-reliefs de Camille Raynaud pour le Monument aux combattants de la Haute-Garonne (1928)
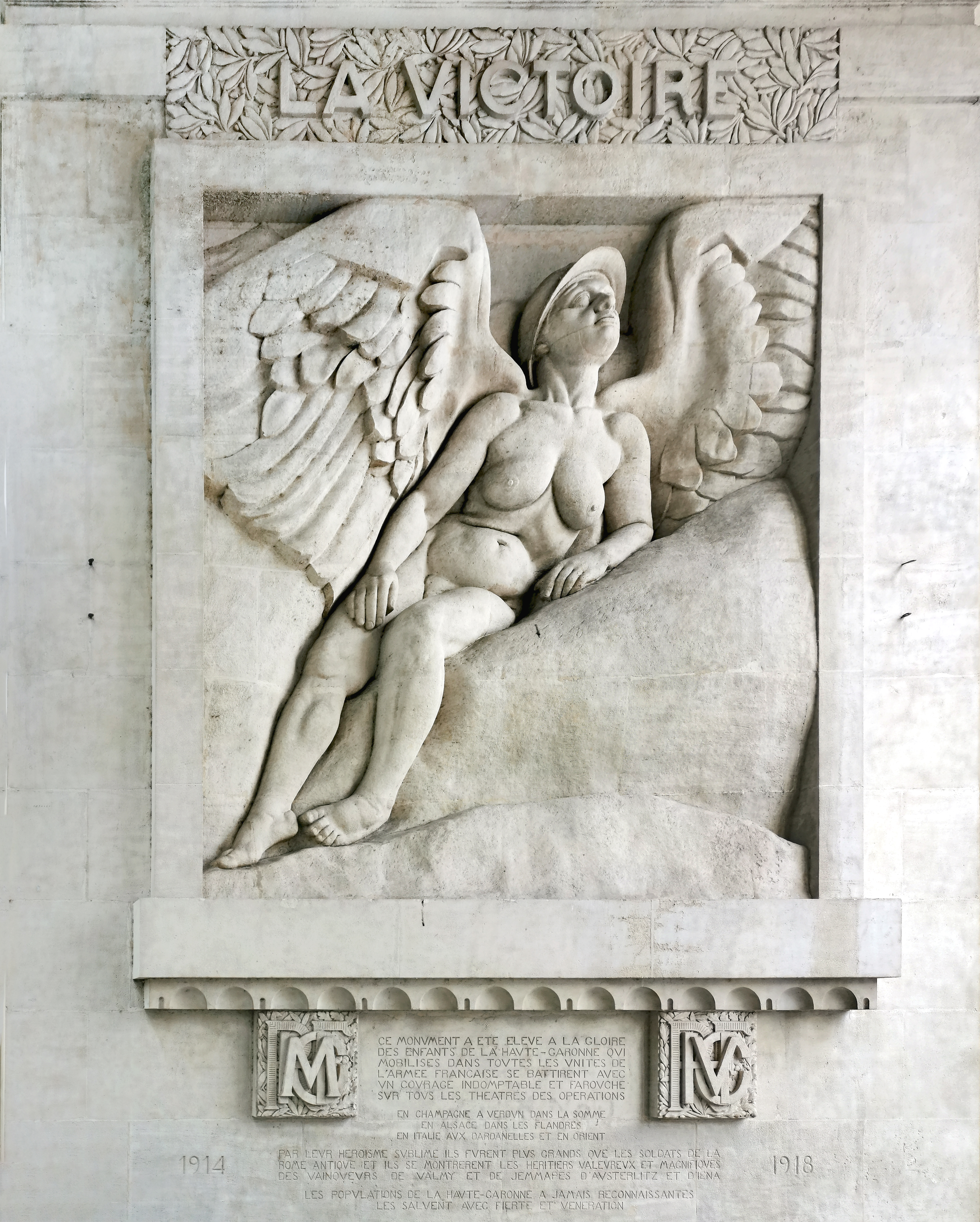
La Victoire
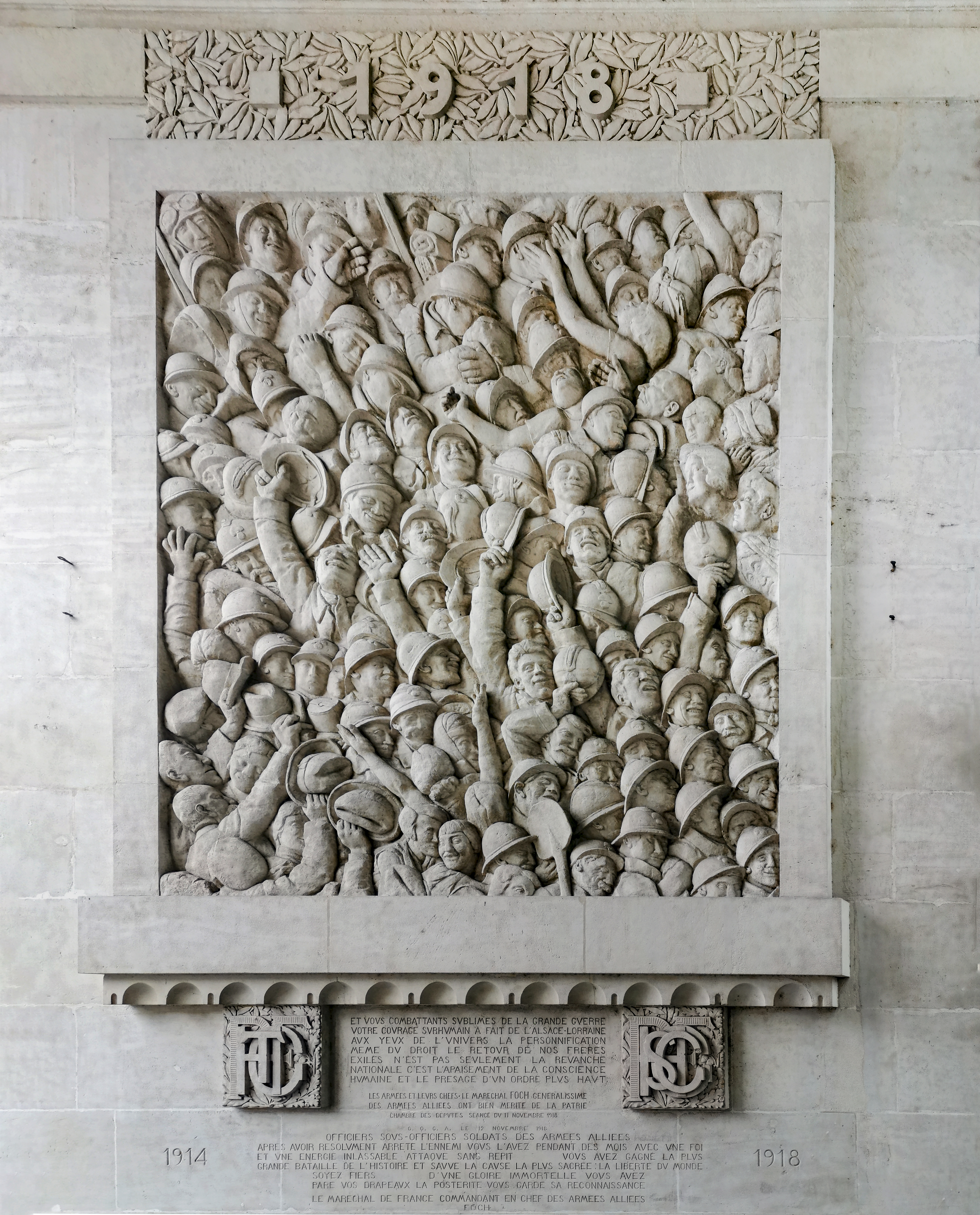
1918

- Saint-Lys, mairie.

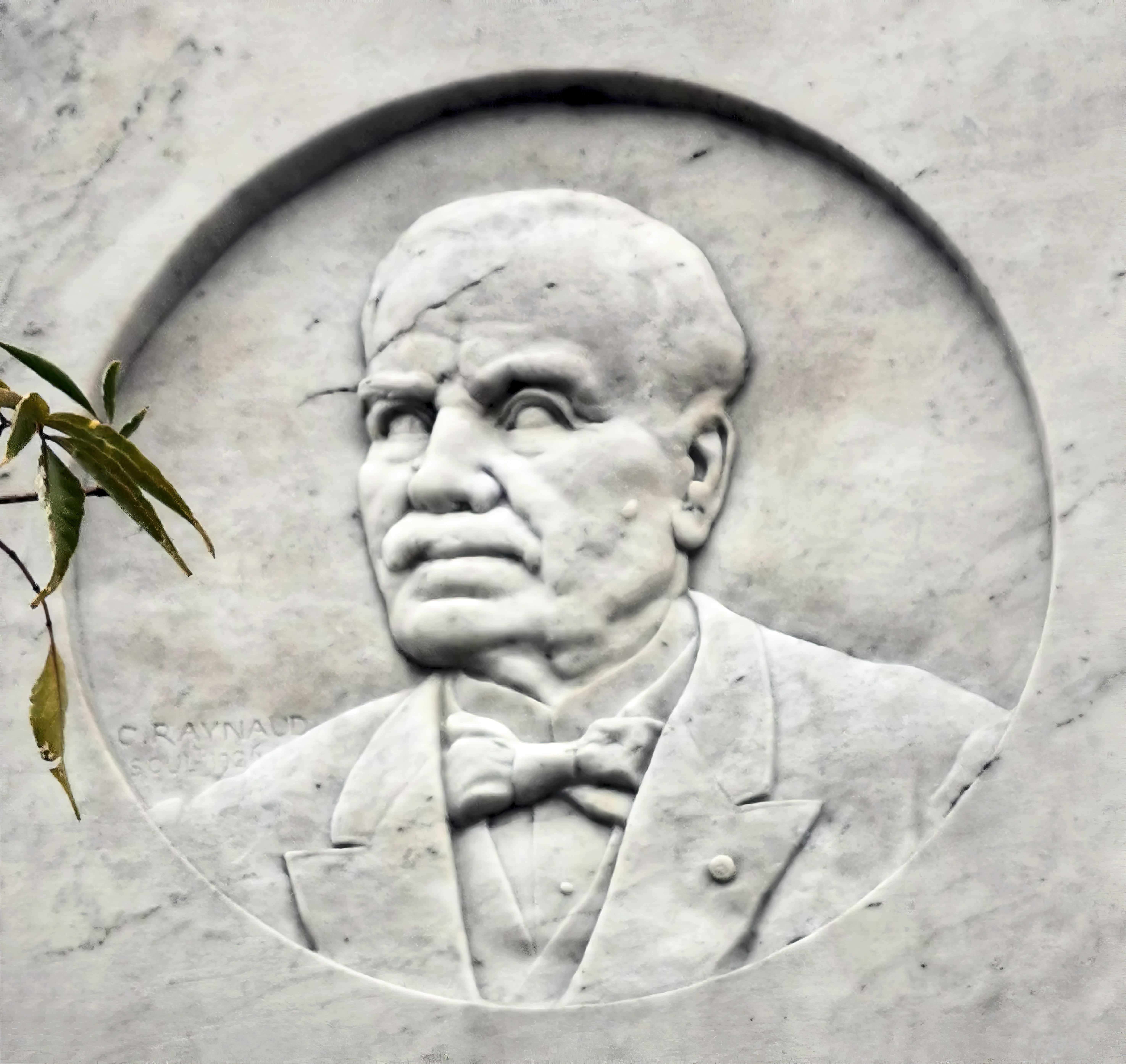
Théodore Ozenne 1926

- Monument aux morts de Castelnaudary : bas-relief d’un poilu.
- Théodore Ozenne, médaillon ornant sa pierre tombale au cimetière de Terre-Cabade à Toulouse.

### Autres œuvres
- Toulouse, université Toulouse-I : bas-reliefs de l'amphithéâtre Cujas.
- [Où ?] : bustes représentant des édiles toulousains.